# Доходный дом Мухтарова
Доходный дом Мухтарова — многоквартирный жилой дом на улице Рашида Бейбутова в Баку, построенный в 1910 году бакинским нефтепромышленником и миллионером Муртуза Мухтаровым по проекту архитектора Иосифа Плошко в стиле итальянского ренессанса. Согласно распоряжению Кабинета министров Азербайджанской Республики, является архитектурным памятником истории и культуры местного значения Азербайджана.

## Архитектура
Муртуза Мухтаров владел участком земли на пересечении улиц Каспийской (ныне — Рашида Бейбутова) и Нижне-Приютской (ныне — Сулеймана Рагимова). Он поручил Плошко строительство на этом участке двухэтажного дома. На первом этаже располагались магазины с подвалами и офисы, а на втором этаже — квартиры со всеми условиями. Комнаты в квартирах расположены в два ряда. Каждая квартира же имела балкон — шушабенд. Главный вход был выполнен видным порталом. В архитектуре фасада были использованы формы итальянского Ренессанса. Монументальность композиции здания определялась полукруглыми сводами между пилонами.
В вертикальной пилястре коринфского ордера были выполнены классические горизонтальные членения. Они выступают как опора для парных окон. Пять сводов одновременно опираются на пилястру тосканского ордера. Проёмы между этажами и вертикальные участки под окнами вместе с базой рельефных пилястр и выступами пилонов создают объёмную пластичную структуру в конечном фасаде.

## Галерея

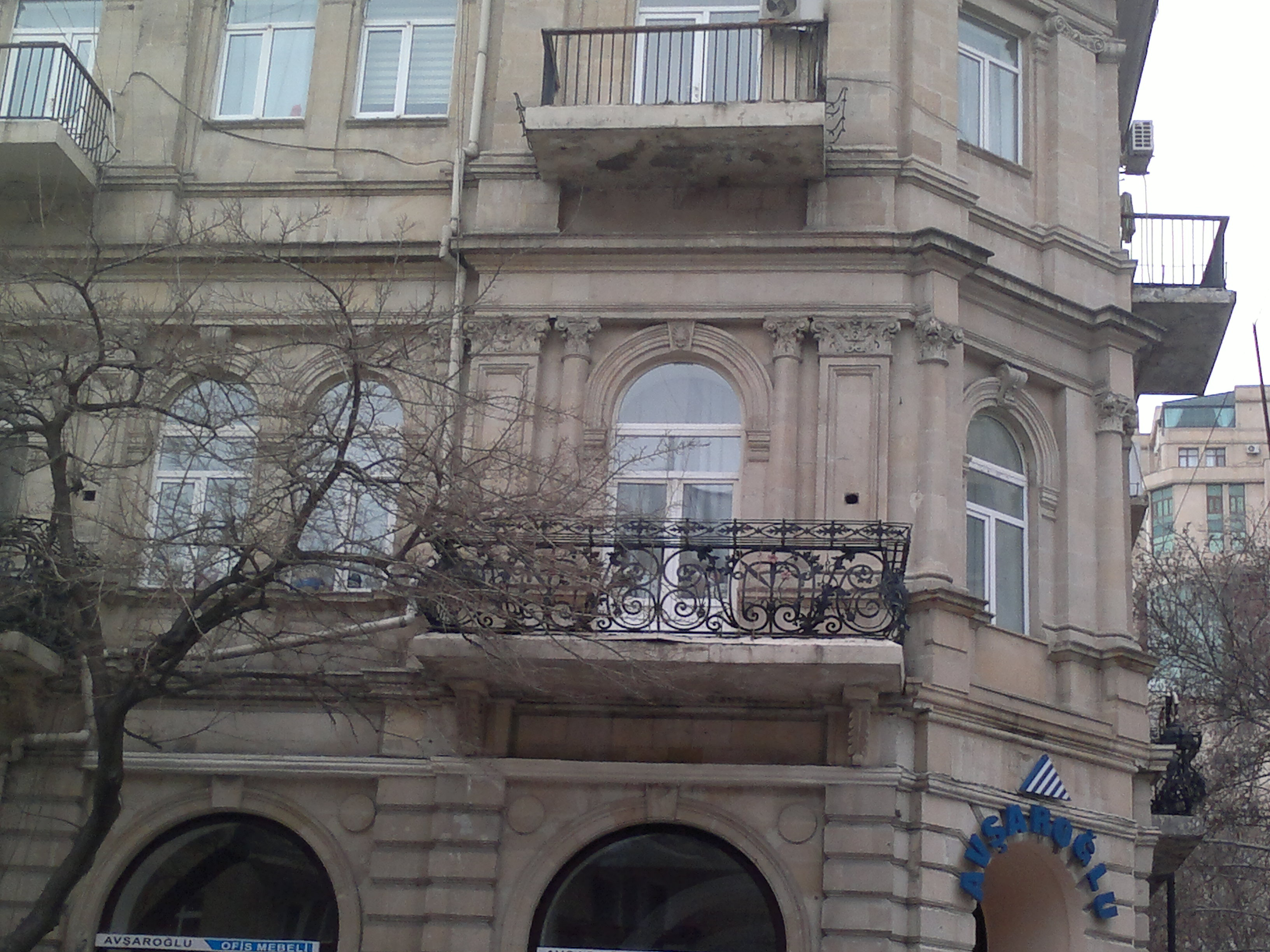
Декор фасада дома
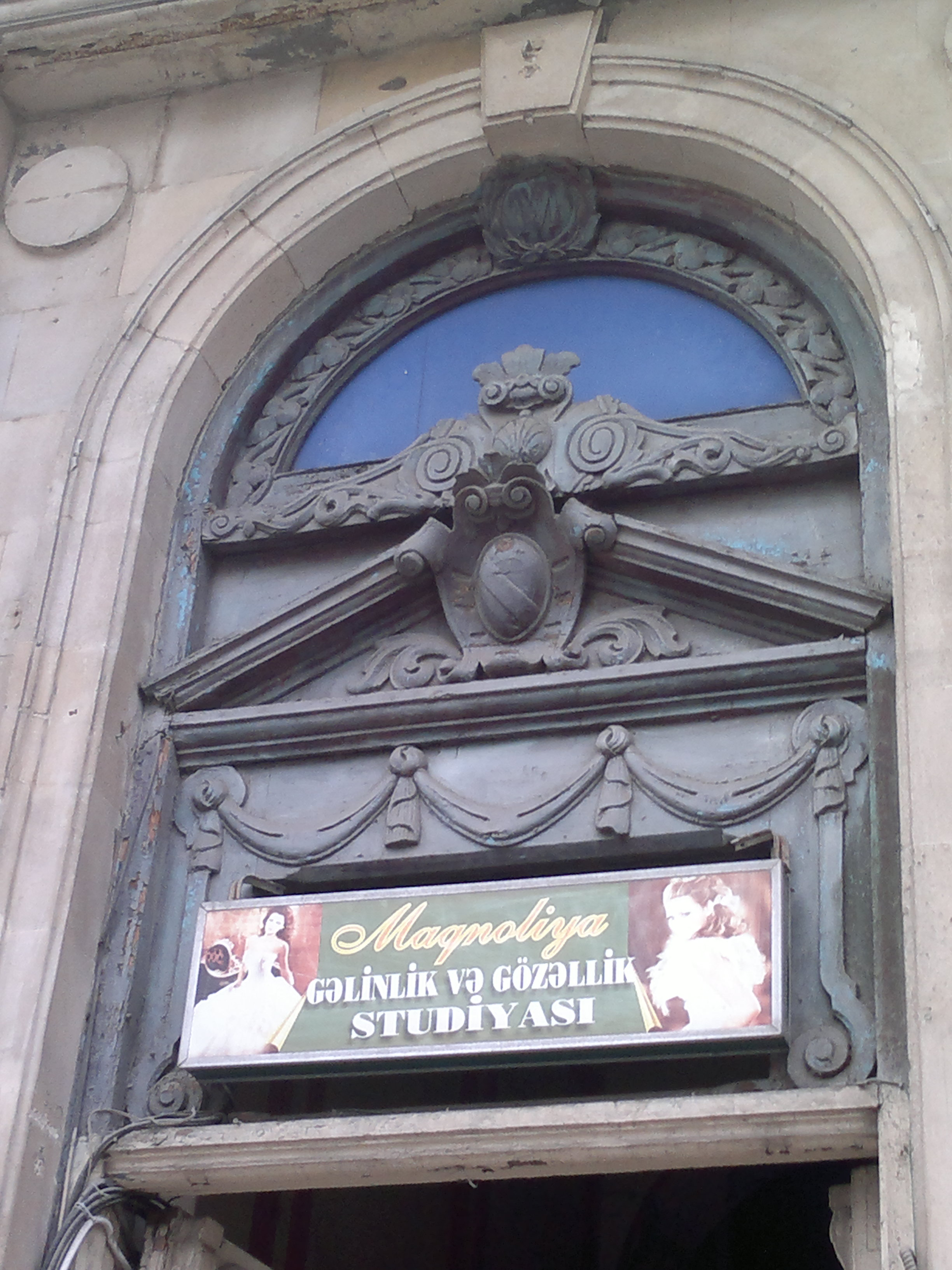
Верхняя часть портала с вензелем Мухтарова в виде буквы «М»
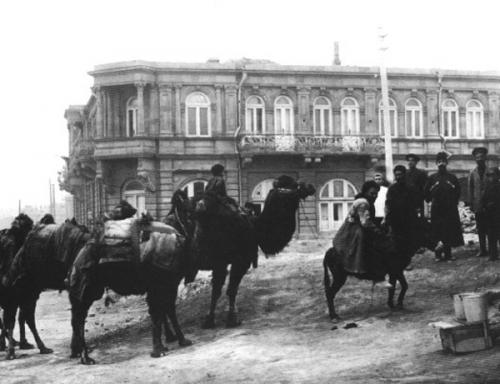
Фотография дома в начале XX века